# Arboucave
Arboucave – miejscowość i gmina we Francji, w regionie Nowa Akwitania, w departamencie Landy.
Według danych na rok 1990 gminę zamieszkiwały 202 osoby, a gęstość zaludnienia wynosiła 20 osób/km² (wśród 2290 gmin Akwitanii Arboucave plasuje się na 975. miejscu pod względem liczby ludności, natomiast pod względem powierzchni na miejscu 1054.).